# サイム・ダービーFC
サイム・ダービーFC（Sime Darby Football Club）は、マレーシアのサッカークラブ。同国有数の複合企業であるサイム・ダービー社のサッカークラブである。

## 歴史
2010年1月22日にサイム・ダービーグループの後ろ盾で設立され、3月4日にマイリス・プルバンラン・スラヤン・スタジアムを本拠地として公式に始動した。初シーズンでマレーシアFAMリーグを制覇し1年でマレーシア・プレミアリーグに昇格した。
プレミアリーグでの初シーズンは12クラブ中5位と云う結果に終わった。この年はプタリン・ジャヤ・スタジアムを本拠地としていた。この年のマレーシアカップではマレーシア・スーパーリーグに所属するパハンFAを二戦合計で6-0で破る快挙を成し遂げた。
翌2012シーズンはATM FAと降格してきたパハンFAに次ぐ3位につけた。このシーズンのピアラFAマレーシアでは設立から僅か2年で決勝に進出したが、5月19日に行われたブキット・ジャリル国立競技場でのケランタンFA戦で0-1で敗北し、タイトル獲得とはならなかった。この彗星の如く現れた新星にはマレーシアのサッカー協会からも多くの支援が届けられた。
2013シーズンにはプレミアリーグで準優勝し、マレーシアカップでは準決勝に進出したものの、サラワクFAに3-1で敗れた。
その後、2015シーズンにマレーシア・スーパーリーグを12位で終え、降格した。

## タイトル
- マレーシアFAMリーグ: 2010
- マレーシア・プレミアリーグ

準優勝: 2013
- ピアラFAマレーシア

準優勝: 2012

## スポンサー
| 年        | キット製作 | スポンサー       |
| --------- | ---------- | ---------------- |
| 2012–2015 | Kappa      | サイム・ダービー |

## 歴代所属選手
- マハムード・アムナー 2013-2015
- マルコ・ペロヴィッチ 2015

## 提携クラブ
- UKM FC[2]